# Georgia on My Mind
Georgia on My Mind — пісня, написана Стюартом Горреллом і Хогі Кармайклом в 1930-му році. Широку популярність отримала у виконанні Рея Чарлза, який записав її 1960 року. Пісня вийшла в альбомі The Genius Hits the Road, а також як сингл. У 1979 році пісня була проголошена як офіційний гімн штату Джорджія, хоча в оригінальній версії пісня була присвячена не американському штату, а сестрі Хогі Кармайкла Джорджії.
Ця пісня потрапила до списку 500 найкращих пісень усіх часів за версією журналу Rolling Stone. Кавер-версії пісні записували Луї Армстронг, Віллі Нельсон, Майкл Болтон, гурти «Coldplay» і «Davis Spenser Group».